# BEST OF BEST
Best of Best은 대한민국의 가수 민해경의 1995년 발매한 여덟번째 베스트앨범이다. 강인원이 프로듀서로 참여한 앨범이며, 활동곡은 딱히 정해진 게 없다.

## 앨범의 특징
CD 쟈켓은 새로 찍은 사진들로 꾸며져 있다. 13집 전 선발매한 베스트 앨범.

## 트랙 리스트
| #   | 제목                       | 작사           | 작곡   | 편곡 | 재생 시간 |
| --- | -------------------------- | -------------- | ------ | ---- | --------- |
| 1.  | 〈보고싶은 얼굴〉          | 이주호         | 이주호 | 3:48 |           |
| 2.  | 〈성숙〉                   | 김미선         | 강인원 | 4:22 |           |
| 3.  | 〈내 마음 당신 곁으로〉    | 김기표         | 김기표 | 3:50 |           |
| 4.  | 〈그대 모습은 장미〉       | 강인원, 박건호 | 강인원 | 3:20 |           |
| 5.  | 〈사랑은 이제 그만〉       | 이세건         | 이세건 | 3:50 |           |
| 6.  | 〈누구의 노래일까〉        | 박건호         | 이범희 | 3:16 |           |
| 7.  | 〈어제와 같은 사랑〉       | 강인원         | 강인원 | 3:41 |           |
| 8.  | 〈미니스커트〉             | 김종환         | 김종환 | 3:50 |           |
| 9.  | 〈어느 소녀의 사랑이야기〉 | 박건호         | 이범희 | 3:16 |           |
| 10. | 〈날이 가면〉              | 이주호         | 이주호 | 3:33 |           |
| 11. | 〈사랑했어요〉             | 김현식         | 김현식 | 4:02 |           |
| 12. | 〈사랑은 세상의 반〉       | 강인원         | 강인원 | 4:08 |           |

## 같이 보기
- 민해경 디스코그래피